# Rio Vaal
Rio Vaal (lit. Cinza-Marrom) é o tributário norte do rio Orange, na África do Sul. Surgindo em Sterkfontein Beacon, perto de Breyten, na província de Mepumalanga, fui 1 210 quilômetros para sudoeste até sua confluência no Orange, perto de Douglas. Brasicamente um rio de planalto com leito raso, sua seção intermediária forma a maior parte do limite setentrional do Estado Livre. A maior parte do ano seu fluxo é mínimo, mas os meses de inverno podem criar a torrente lamacenta pela qual foi batizado. Seu fluxo é regulado pela represa Vaal, a 37 quilômetros a montante de Vereeniging. Perto de Warrenton, a água é desviada ao esquema de irrigação de Vaalhartz. Os principais afluentes do rio — os rios Klip, Wilge, Vals, Vet e Riet — entram na margem esquerda. O vale do rio Vaal possui um alto aproveitamento econômico, com suas águas usadas para as necessidades domésticas e industriais da zona econômica de Vituateresrande.